# S-200
L' S-200 (in cirillico: C-200; codice NATO SA-5 Gammon), noto anche con i nomi di Angara, Vega, o Dubna, a seconda delle versioni, è un sistema missilistico da difesa aerea a lungo raggio di fabbricazione sovietica, progettato per difendere obiettivi sensibili dalle incursioni di bombardieri avversari ed entrato in servizio negli anni sessanta.
Prodotto dalla NPO Almaz, Almaz-Antey, e successore dell'S-125, è il sistema missilistico terra-aria più venduto di sempre; al suo apice nel 1985, l'S-200 era schierato su oltre 130 siti di lancio in tutta l'Unione Sovietica, contando 338 batterie per un totale di più di 2.000 lanciatori.
Predecessore del sistema S-300, è in servizio in numerose forze armate, tra cui quelle siriane ed quelle iraniane.

## Sviluppo
Gli ingegneri sovietici iniziarono a sviluppare il sistema missilistico terra-aria S-200 durante gli anni '50, principalmente per contrastare il bombardiere supersonico B-58, l'aereo spia U-2 e altri velivoli da ricognizione appartenenti alle forze armate statunitensi. A partire dalla sua installazione iniziale, avvenuta nel 1966, l'S-200 ha ricevuto numerosi aggiornamenti per aumentarne gittata e precisione tra cui l'Angara, il Vega ed il Dubna.

## Impiego operativo
Guerra civile siriana
Il 10 febbraio 2018 un cacciabombardiere F-16I dell'aviazione israeliana fu abbattuto da un missile S-200 sparato dai sistemi di difesa siriani. L'aereo cadde in territorio israeliano, il pilota e l'addetto ai sistemi d'arma del caccia riuscirono a lanciarsi con il paracadute prima dell'impatto con il suolo. Uno dei due subì ferite gravi ma si riprese qualche giorno dopo. Apparentemente un altro F-15 fu danneggiato e dovette fare ritorno alla base.

## Versioni
S-200 Angara: basato sul missile 5V21, è la versione originale dell'S-200 dotata di radar da ricerca semi-attivo in fase terminale di volo
S-200V Vega: introdotto tra il 1970 e il 1972, è dotato del missile 5V28 con gittata massima di circa 250 km
S-200VE Vega Export: identico all'S -200V, non è dotato di capacità nucleare
S-200D Dubna: operativo dal 1975 è dotato di missili 5V28V con una portata massima di 300 km.

## Incidenti

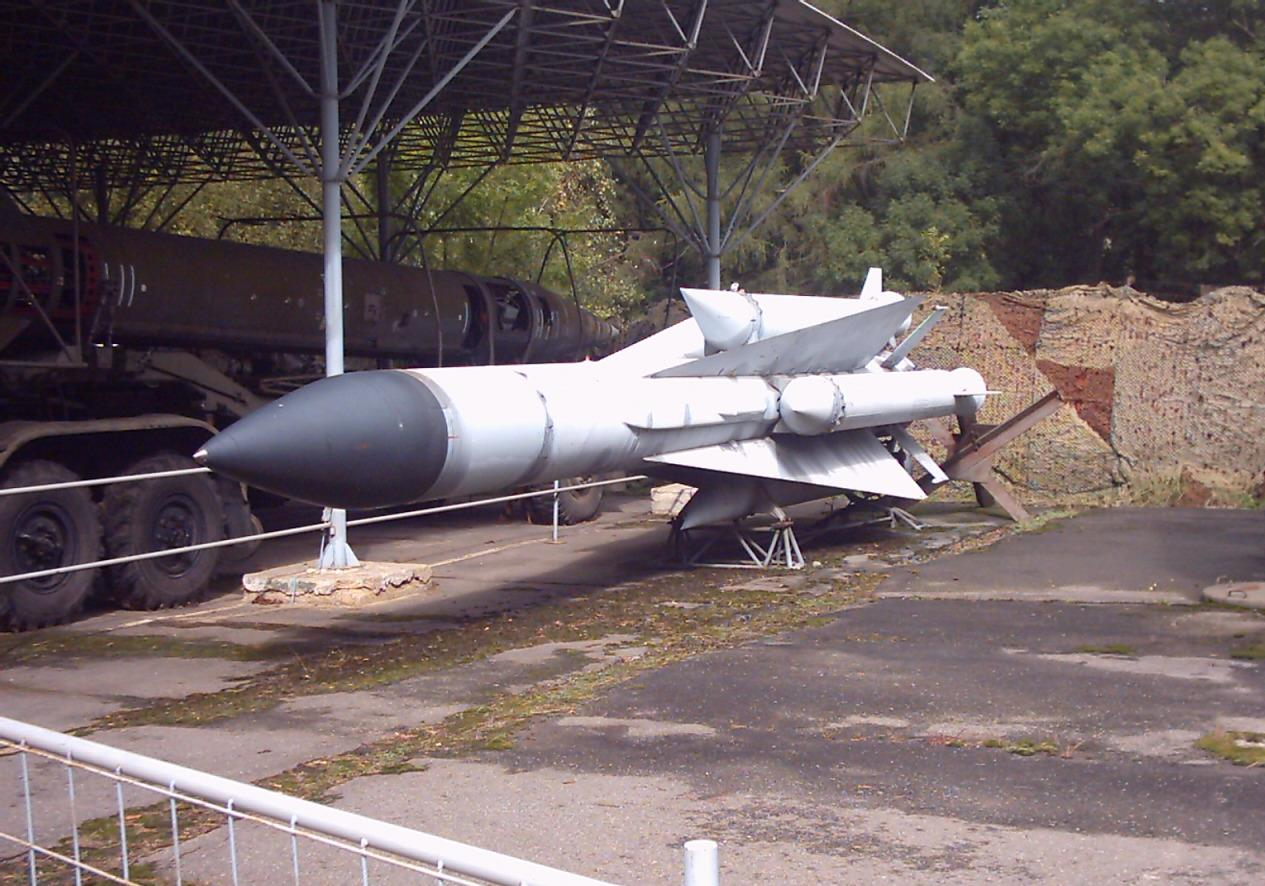
Un S-200 dove si notano i booster di accelerazione sulla parte posteriore dell'arma

Ebbe il disonore di abbattere l'aereo passeggeri Tupolev Tu-154 della compagnia russa volo Siberia Airlines 1812, ora S7 Airlines, diretto a Novosibirsk durante un'esercitazione del Ministero della difesa dell'Ucraina il 4 ottobre 2001 vicino alla città russa Soči sul Mar Nero in Russia.